# Azim Isabekov
Azim Beishembayevich Isabekov(en ruso: Азимбек Бейшембаевич Исабеков; n. Arashan, Chuy, RSS de Kirguistán, Unión Soviética, 4 de abril de 1960) es un economista y político kirguís. Fue Primer ministro de Kirguistán entre el 29 de enero y el 29 de marzo de 2007, tras la destitución de Félix Kulov.

## Biografía

### Primeros años
Nacido en el Óblast de Chuy, en la ciudad de Arashan en 1960, cuando su país era parte de la antigua Unión Soviética, estudió economía en la Universidad Nacional Estatal de Kirguistán, graduándose en 1986. Después de la Universidad formó parte de las Juventudes Comunistas, iniciando su carrera política de esta forma.  En 1997 trabajó para el gobernador de su Óblast natal, Chuy, Kurmanbek Bakíev, como su jefe de personal.

### Carrera política
Cuando Bakíev se convirtió en primer ministro, designado por el entonces presidente de la recientemente independizada Kirguistán, Askar Akayev, Isabekov lo acompañó como jefe del departamento administrativo. Isabekov y Bakíev dejaron sus respectivos puestos en 2002, luego de que gran parte de los ministros de Akayev dimitieran en masa en respuesta a varios asesinatos de manifestantes en Aksy. Tras la Revolución de los Tulipanes, en 2005, dirigida por los líderes de la oposición, entre los cuales estaba Bakíev, este asumió la presidencia del país, y Isabekov fue nombrado jefe adjunto de la administración. Mantuvo el cargo hasta 2006, cuando Bakíev lo nombró ministro de Agricultura, Recursos Hídricos e Industria Procesadora, tras la dimisión de Abdimalik Anarbaev.
Luego de que el primer ministro de Bakíev, Felix Kulov, fuera renombrado tras su renuncia de un día, el Consejo Supremo de Kirguistán rechazó su renominación con 57 votos contra 4. El 29 de enero de 2007, Isabekov, que pertenecía al mismo partido que Kulov, Ar-Namys, asumió el cargo en sustitución de Kulov, El 28 de marzo, Isabekov anunció que quería incorporar gente nueva al gobierno y pidió la renuncia de diversos ministros. Al día siguiente, en respuesta, Bakíev lo cesó y lo reemplazó por Almazbek Atambáyev, del Partido Socialdemócrata, quien también dimitiría a finales de ese año.